# Milad Salem
Milad Salem Nahimi (ur. 3 marca 1988 w Kabulu) – afgański piłkarz, reprezentant kraju grający na pozycji napastnika. Posiada także obywatelstwo niemieckie.

## Kariera klubowa
Salem swoją przygodę z piłką nożną rozpoczął w wieku 11 lat w zespole Kickers Offenbach. W 2004 wypatrzyli go skauci Eintrachtu Frakfurt i dołączył do drużyny juniorów. W 2007 roku podpisał swój pierwszy profesjonalny kontrakt z drużyną U-23 Eintrachtu. Po rozegraniu 31 spotkań i strzeleniu jednej bramki opuścił Frankfurt.
Od 2009 grał w drużynie 1.FC Germania 08 Ober-Roden, dla której w 35 spotkaniach strzelił 10 bramek. Po udanym sezonie podpisał kontrakt z ekipą SV Wehen Wiesbaden. Początkowo występował w ekipie rezerw, dla której w 4 spotkaniach strzelił 2 bramki. Ostatecznie dołączył do pierwszego zespołu SV Wehen, w którym grał do 2012. Następnie przez dwa sezony grał w SV Elversberg. W sezonie 2014/15 był zawodnikiem VfL Osnabrück, dla którego w 15 spotkaniach zdobył 2 bramki.
Od 2015 reprezentował barwy Holstein Kiel. W 2017 zaliczył krótki epizod w FSV Frankfurt, po czym powrócił do SV Elversberg. Kolejne sezony spędził w Eintrachcie Trewir (20 występów i 2 bramki) oraz FC Gießen (20 występów i jeden gol). Od 2021 jest zawodnikiem szóstoligowego SV Pars Neu-Isenburg.
| Sezon   | Klub                        | Kraj   | Rozgrywki            | Mecze | Bramki |
| ------- | --------------------------- | ------ | -------------------- | ----- | ------ |
| 2007/08 | Eintracht Frankfurt U-23    | Niemcy | Oberliga Hessen      | 27    | 1      |
| 2008/09 | Eintracht Frankfurt U-23    | Niemcy | Regionalliga Süd     | 4     | 0      |
| 2008/09 | 1.FC Germania 08 Ober-Roden | Niemcy | Hessenliga           | 0     | 0      |
| 2009/10 | 1.FC Germania 08 Ober-Roden | Niemcy | Hessenliga           | 35    | 10     |
| 2010/11 | SV Wehen II                 | Niemcy | Regionalliga Süd     | 8     | 3      |
| 2010/11 | SV Wehen Wiesbaden          | Niemcy | 3. Fußball-Liga      | 16    | 1      |
| 2011/12 | SV Wehen Wiesbaden          | Niemcy | 3. Fußball-Liga      | 16    | 2      |
| 2012/13 | SV Elversberg               | Niemcy | Regionalliga Südwest | 27    | 1      |
| 2013/14 | SV Elversberg               | Niemcy | 3. Fußball-Liga      | 35    | 5      |
| 2014/15 | VfL Osnabrück               | Niemcy | 3. Fußball-Liga      | 15    | 2      |
| 2015/16 | Holstein Kiel               | Niemcy | 3. Fußball-Liga      | 1     | 0      |
| 2016/17 | Holstein Kiel               | Niemcy | 3. Fußball-Liga      | 9     | 1      |
| 2016/17 | FSV Frankfurt               | Niemcy | 3. Fußball-Liga      | 8     | 0      |
| 2017/18 | SV Elversberg               | Niemcy | Regionalliga Südwest | 13    | 1      |
| 2019/20 | Eintracht Trewir            | Niemcy | Oberliga             | 20    | 2      |
| 2020/21 | FC Gießen                   | Niemcy | Regionalliga Südwest | 20    | 1      |
| 2021/22 | SV Pars Neu-Isenburg        | Niemcy | Verbandsliga         | 19    | 5      |

## Kariera reprezentacyjna
Salem po raz pierwszy w reprezentacji zagrał 13 listopada 2016 w meczu przeciwko reprezentacji Tadżykistanu, przegranym 0:1.
Salem zagrał w trzech spotkaniach kwalifikacji do Pucharu Azji 2019. Po raz ostatni drużynę narodową reprezentował 27 marca 2018 w spotkaniu z Kambodżą, wygranym 2:1. Łącznie Milad Salem w latach 2016–2018 zagrał dla reprezentacji Afganistanu w 4 spotkaniach.
| Mecze i gole w reprezentacji | Mecze i gole w reprezentacji | Mecze i gole w reprezentacji | Mecze i gole w reprezentacji | Mecze i gole w reprezentacji | Mecze i gole w reprezentacji | Mecze i gole w reprezentacji |
| #                            | Data                         | Miasto                       | Przeciwnik                   | Gol                          | Wynik                        | Rozgrywki                    |
| ---------------------------- | ---------------------------- | ---------------------------- | ---------------------------- | ---------------------------- | ---------------------------- | ---------------------------- |
| 1.                           | 13.11.2016                   | Duszanbe                     | Tadżykistan                  |                              | 0:1                          | towarzyski                   |
| 2.                           | 28.03.2017                   | Duszanbe                     | Wietnam                      |                              | 1:1                          | El. Pucharu Azji 2019        |
| 3.                           | 14.11.2017                   | Hanoi                        | Wietnam                      |                              | 0:0                          | El. Pucharu Azji 2019        |
| 4.                           | 27.03.2018                   | Duszanbe                     | Kambodża                     |                              | 2:1                          | El. Pucharu Azji 2019        |